# جام حذفی فوتبال ایرلند شمالی
 جام حذفی فوتبال ایرلند شمالی  (به ایرلندی: Irish Cup) مسابقاتی است که به صورت حذفی در کشور ایرلند شمالی از سال ۱۸۸۰ میلادی تاکنون برگزار می‌شود. این جام از ۱۱۶ تیم که از سراسر کشور ایرلند شمالی در آن شرکت می‌کنند برگزار می‌شود.
باشگاه فوتبال لینفیلد با ۴۴ قهرمانی پرافتخارترین تیم این سری مسابقات به حساب می‌آید.

## پرافتخارترین باشگاه‌ها
| باشگاه           | قهرمانی |
| لینفیلد          | ۴۱      |
| گلنتوران         | ۲۰      |
| لیسبورن دیستیلری | ۱۲      |
| بلفاست سلتیک     | ۸       |
| کلیفتون‌ویل       | ۸       |